# Fredensborg Slot og Kirke
Fredensborg Slot og Kirke er en dansk dokumentarisk stumfilm fra 1922 med ukendt instruktør.

## Handling
Klip fra Fredensborg Slot, stærkt underdrejede og noget undereksponerede. To personer (?) fotograferet. Tog ankommer til jernbanestation, passagerer stiger ud. Kongeligt bryllup på Fredensborg Slot. Prinsesse Dagmar vies til Jørgen Castenskiold den 24. november 1922. Gæster ankommer i biler. Pressefotografer foran slottet. Menneskemængde foran slottet. Brudeparret viser sig på trappen. Kejserinde Dagmars kosak ses ved bilerne. Blandt tilskuerne ses ældre fattige kvinder.